# Afella N'Dra
Afella N'Dra (en àrab افلا ندرا, Afallā Ndrā; en amazic ⴰⴼⵍⵍⴰ ⵏ ⴷⵔⵄⴰ) és una comuna rural de la província de Zagora de la regió de Drâa-Tafilalet, al Marroc. Segons el cens de 2014 tenia una població total de 7.203 persones.